# 핸들리 페이지 빅터
핸들리 페이지 빅터(Handley Page Victor)는 영국의 핸들리 페이지가 개발한 전략폭격기이다.

## 역사
1952년 12월 24일 초도비행했다. 1958년 4월 영국 공군에 실전배치되어, 1993년 퇴역했다.
아브로 불칸, 빅커스 발리언트에 이어 마지막인 3번째 V 폭격기였다.
많은 빅터 폭격기가 정찰기로 개조되었다.
1969년 폴라리스 미사일을 탑재한 전략원잠으로 핵억지력이 재편됨에 따라, V 폭격기가 퇴역하였다. 이후에 빅터 폭격기는 공중 급유기로 사용되었다.
포클랜드 전쟁 당시, 빅터 공중 급유기는 블랙 벅 공습을 하는 아브로 불칸 폭격기를 폭격 전과 후에 공중 급유하였다.
V 폭격기 중에서 마지막까지 폭격기로 사용되었으며, 1993년 10월 15일 최후의 빅터 폭격기가 은퇴했다.

## 제원 (핸들리 페이지 빅터 B.1)
일반 특성
- 승무원: 5명
- 길이: 114 ft 11 in (35.05 m)
- 날개폭: 110 ft 0 in (33.53 m)
- 높이: 28 ft 11⁄2 in[46] (8.57 m)
- 날개면적: 2,406 sq ft (223.5 m2)
- 경하중량: 89,030 lb (40,468 kg)
- 최대이륙중량: 205,000 lb (93,182 kg)
- 엔진: 4 × 암스트롱 시들리 사파이어 A.S.Sa.7 터보젯, 11,050 lbf (49.27 kN) 각각

성능
- 최고속도: 627 mph (545 노트, 1,009 km/h), 고도 36,000 ft (11,000 m)
- 항속거리: 6,000 mi (5,217 nmi, 9,660 km)
- 최대고도: 56,000 ft (17,000 m)

무장
- 35 × 1,000 lb (450 kg) 폭탄 또는
- 1× 옐로우 선 핵폭탄

## 같이 보기
- H-6K - 중국판 V 폭격기